# Nudo barrilito

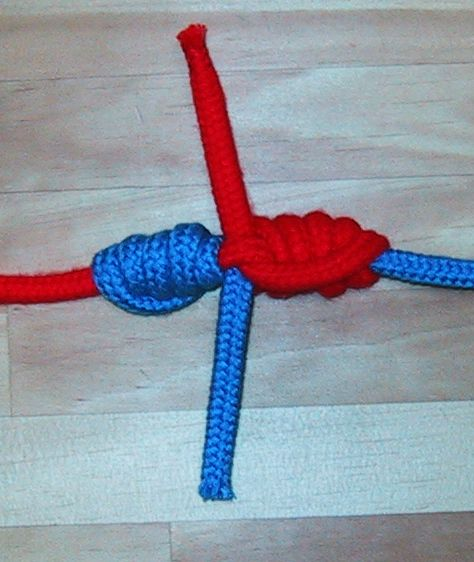
Nudo barrilito.

El nudo barrilito es el nudo más utilizado para unir secciones de monofilamento de nylon, ya que el mismo posee una resistencia equivalente a la resistencia inherente de las cuerdas que lo conforman. Otros nudos utilizados para este propósito puede presentar una disminución considerable de resistencia. En la pesca con mosca, este nudo sirve para construir una disminución gradual de diámetro entre la línea principal y el extremo donde se encuentra el anzuelo. El principal inconveniente del nudo barrilito es la destreza necesaria para atarlo. También es probable que se atasque, que no es una preocupación en la línea de pesca, ya que no es una gran pérdida el cortar la línea, pero puede ser un problema en una cuerda normal.
En el nudo barrilito, las dos líneas para ser unidas se solapan por 6-8 centímetros con los extremos de las dos líneas en direcciones opuestas. El extremo de una línea se envuelve 4-6 veces alrededor de la segunda línea y la porción restante del primer extremo se coloca nuevamente y se pasa entre las líneas en el comienzo de las envolturas. El extremo de la segunda línea es envuelto en 4-6 veces alrededor de la primera línea y el final de esta línea es traída nuevamente y se pasa a lo que es ahora un espacio oval entre la primera envoltura de cada set.

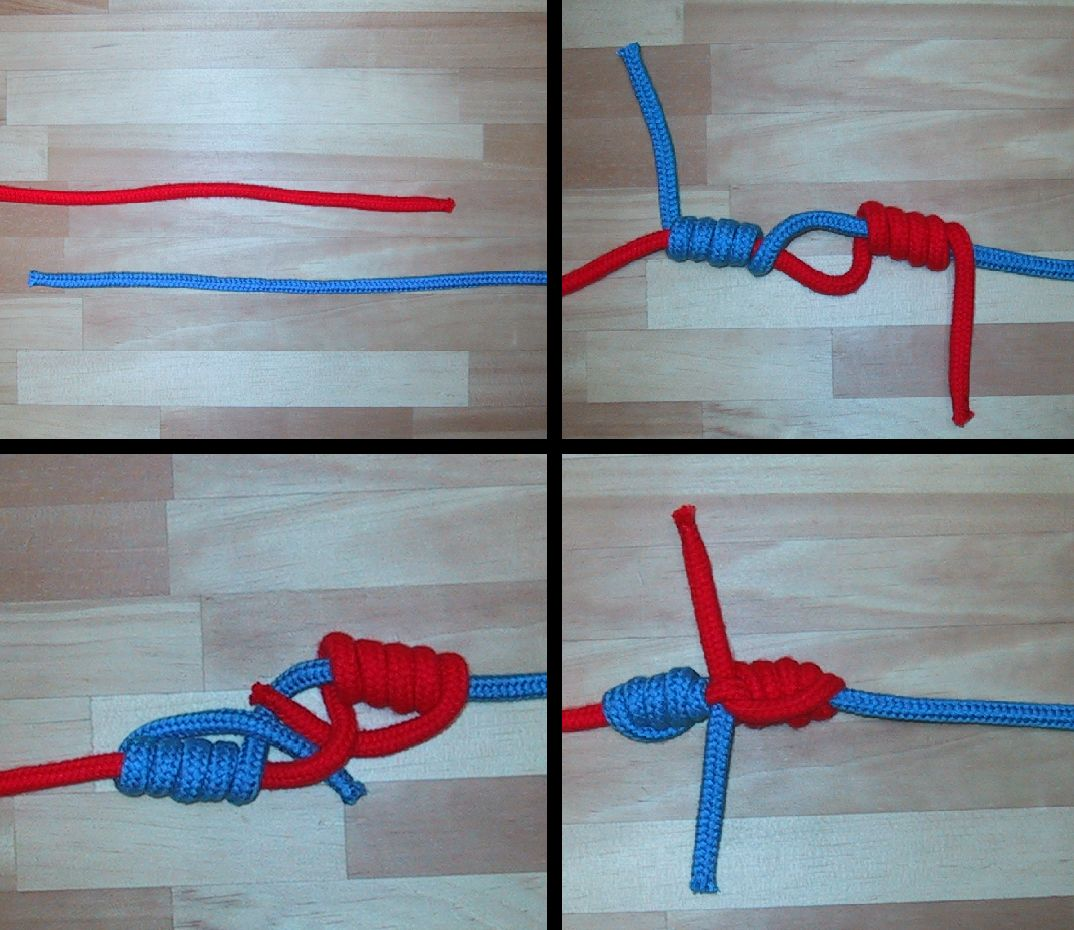
El nudo barrilito paso a paso.

El método anterior se ha llamado por Stanle barnes (Anglers' Knots in Gut & Nylon, segunda edición, 1951), "outcoil", y se diferencia del método que se parece al nudo terminado desde el comienzo, "incoil". Las imágenes aquí están incorrectas para presentar el nudo terminado al tener sus extremos libres desde el centro del nudo a los extremos finales.